# Martwa natura z ubitym ptactwem (obraz Goi)

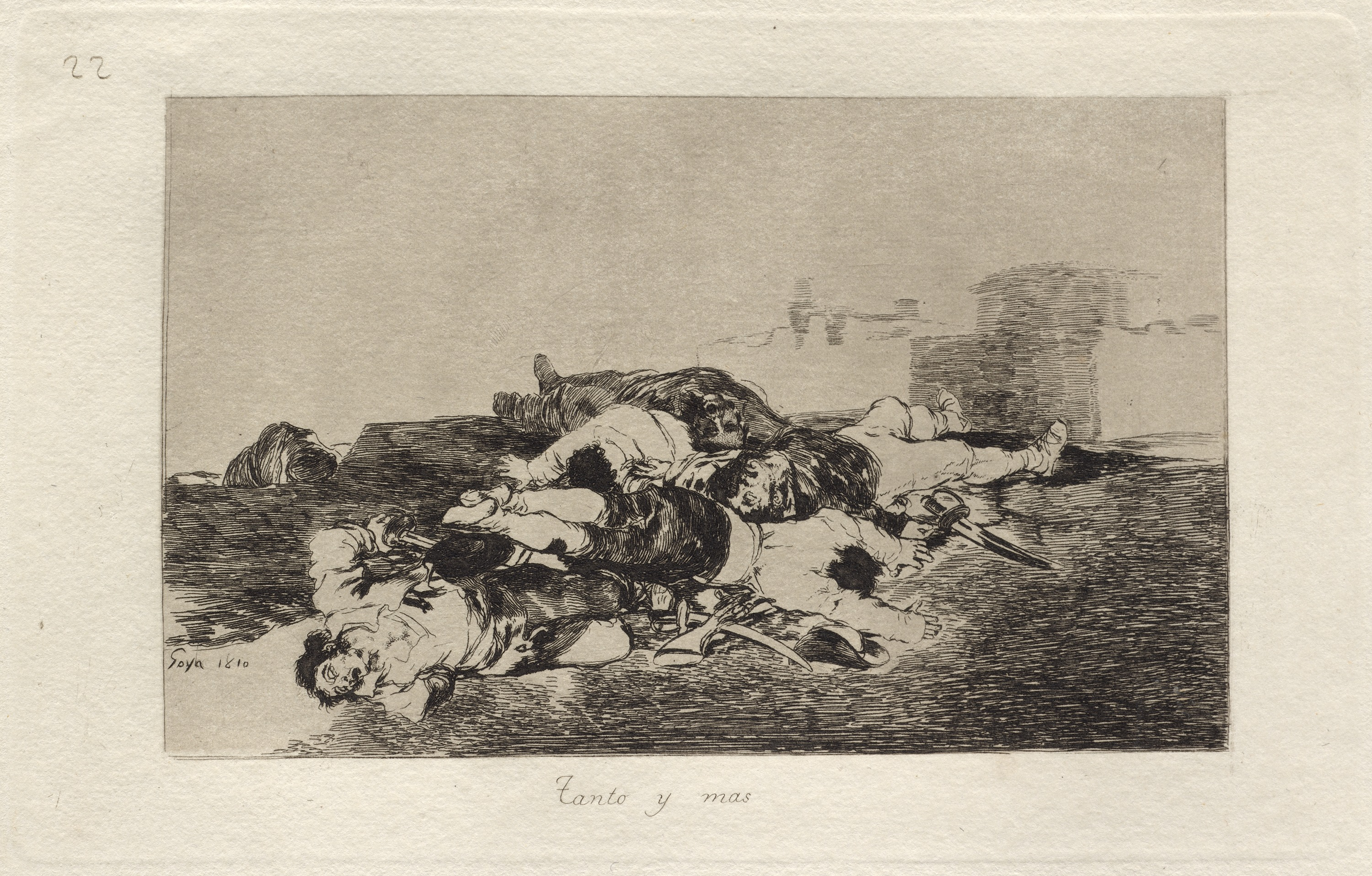
Rycina z serii Okropności wojny pt. Jeszcze gorzej

Martwa natura z ubitym ptactwem (hiszp. Aves muertas) – obraz olejny hiszpańskiego malarza Francisca Goi (1746–1828) stanowiący parę z Martwą naturą z indykiem. Oba obrazy znajdują się w zbiorach Muzeum Prado.

## Okoliczności powstania
Martwa natura nie była częstym tematem w twórczości Goi, być może dlatego, że w jego epoce była uznawana za mniej wartościową niż malarstwo religijne, historyczne czy portrety. W XIX-wiecznej Hiszpanii ten rodzaj malarstwa reprezentowali m.in. Luis Paret y Alcázar oraz Luis Meléndez. Ich prace charakteryzował naturalizm oraz rokokowe przywiązanie do detalu. Wiadomo, że Goya namalował serię martwych natur w czasie hiszpańskiej wojny niepodległościowej (1807-1814) oraz na wygnaniu w Bordeaux. Jego dzieła są jednak dalekie od stylu rokoko czy préciosité, charakteryzują je grube pociągnięcia pędzlem oraz ograniczona paleta barw. Goya odrzuca tradycyjne ujęcie martwej natury i sięga do estetyki swojego mistrza Rembrandta. Ponadto martwe natury Goi stanowią wyraźną metaforę śmierci, martwe zwierzęta przypominają złożone ofiary, których ciała zostały przedstawione w bezpośredni i okrutny sposób. Temat śmierci, przemijania i fatalizmu często pojawia się w późniejszych pracach starzejącego się malarza, stając się niemal jego obsesją. Nie udało się ustalić dokładnej daty powstania tej serii martwych natur, jednak historycy sztuki sytuują je w przedziale 1808–1812 ze względu na analogiczne do powstałych w tym czasie rycin Okropności wojny ujęcie przemocy.

## Opis obrazu
Martwa natura składa się z pięciu martwych kur o upierzeniu w różnych kolorach i wiklinowego kosza. Kosz ma przyszytą etykietę, wskazującą na to, że został lub będzie komuś wysłany. Tło jest jednolite i ciemne, sprawia, że uwaga widza skupia się na grupie ptaków. Goya zrezygnował z charakterystycznego dla tego typu obrazów drobiazgowego stylu préciosité, kładąc nacisk na światło i kolor. Farba została nałożona szybkimi pociągnięciami pędzla – każda wypukłość wiklinowego koszyka to jedno precyzyjne pociągnięcie grubego pędzla. Paleta kolorów jest ograniczona do czterech barw (ochra, biel, czerń i czerwień), które nadają ptakom szczególny realizm i dramatyzm.
W tradycyjnym ujęciu martwa natura z ptactwem przedstawiała suto zastawiony stół, wyobrażenie przyszłej uczty. Jednak zamiast pozytywnych skojarzeń kury Goi wzbudzają raczej współczucie. Malarz nie skupia się na pięknie ptaków, lecz kładzie nacisk na ich niedawną śmierć, co jest interpretowane jako nawiązanie do tragicznych wydarzeń wojennych i ich ofiar. Stos bezwładnie splątanych ptasich ciał pogłębia dramatyzm sceny. Ta kompozycja przywołuje na myśl stosy ciał pomordowanych w czasie wojny ludzi, podkreślając związek martwych natur Goi z rycinami z serii Okropności wojny.

## Proweniencja
Seria martwych natur została odziedziczona przez syna Goi, Javiera, a następnie przeszła na jego wnuka Mariano. Mariano Goya przekazał te obrazy Franciscowi Antoniowi Narváez y Bordese, hrabiemu Yumuri, jako pokrycie długów. Po śmierci hrabiego w 1865 martwe natury zostały sprzedane (w kolekcji pozostawało wtedy dziewięć lub dziesięć z dwunastu obrazów) i trafiły do różnych zbiorów na całym świecie, a niektóre zaginęły. W 1900 roku z inicjatywy Ministerstwa Rozwoju obraz został zakupiony z przeznaczeniem do zbiorów Prado. Obok Martwej natury z indykiem są to jedyne martwe natury Goi w kolekcji Prado.